# 日本独立基督教会同盟会
日本独立基督教会同盟会（にほんどくりつきりすときょうかいどうめいかい）は、戦前の日本における独立諸教会の連絡機関である。
1938年以降に、政府の宗教統制の流れと宗教団体法の成立が迫り、独立教会の連絡機関を作る動きが起こった。
数回の予備的会合が開かれて、1939年4月29日に東京キリスト教青年会会館(YMCA)において、全国から30の教会の代表が集まり、日本独立基督教会同盟会創立総会が開かれた。
総会の結果、白戸八郎が理事長に、武本喜代蔵、曽根武らが理事になる。その後、教役者会や信徒修養会などを開き、1940年秋、青山学院校庭で開かれた、全国信徒大会で教会合同を宣言した。
1941年の日本基督教団の成立の際は、第10部として参入する。当時の会員数は12,294名であった。

## 加盟団体
- ウェスレアン・メソヂスト教会
- 普及福音教会
- 日本一致基督教団
- 東京基督教会
- 日本神の教会
- 日本聖書教会
- 聖霊教会
- 活水教会
- アドベント教会
- 基督心宗教団